# Copa Colsanitas 2017
Copa Colsanitas Santander 2017 (також відомий під назвою Claro Open Colsanitas 2017) — жіночий тенісний турнір, що проходив на відкритих кортах з ґрунтовим покриттям. Це був 20-й за ліком Copa Colsanitas. Належав до категорії International у рамках Туру WTA 2017. Відбувся в Centro de Alto Rendimiento в Боготі (Колумбія). Тривав з 10 до 15 квітня 2017 року.

## Очки і призові гроші

### Розподіл очок
| Дисципліна       | П   | Ф   | ПФ  | ЧФ | 1/8 | 1/16 | Q   | Q3  | Q2  | Q1  |
| Одиночний розряд | 280 | 180 | 110 | 60 | 30  | 1    | 18  | 14  | 10  | 1   |
| Парний розряд    | 280 | 180 | 110 | 60 | 1   | Н/Д  | Н/Д | Н/Д | Н/Д | Н/Д |

### Розподіл призових грошей
| Дисципліна       | П       | F       | ПФ      | ЧФ     | 1/8    | 1/16   | Q3     | Q2   | Q1   |
| Одиночний розряд | $43,000 | $21,400 | $11,300 | $5,900 | $3,310 | $1,925 | $1,005 | $730 | $530 |
| Парний розряд    | $12,300 | $6,400  | $3,435  | $1,820 | $960   | Н/Д    | Н/Д    | Н/Д  | Н/Д  |

## Учасниці основної сітки в одиночному розряді

### Сіяні
| Країна     | Гравчиня              | Рейтинг1 | Сіяна |
| ---------- | --------------------- | -------- | ----- |
| Нідерланди | Кікі Бертенс          | 21       | 1     |
| Чехія      | Катерина Сінякова     | 36       | 2     |
| Швеція     | Юганна Ларссон        | 57       | 3     |
| Іспанія    | Лара Арруабаррена     | 65       | 4     |
| Польща     | Магда Лінетт          | 83       | 5     |
| Румунія    | Патрісія Марія Тіг    | 85       | 6     |
| Росія      | Катерина Александрова | 86       | 7     |
| Греція     | Марія Саккарі         | 91       | 8     |

- 1 Рейтинг подано станом на 3 квітня 2017.

### Інші учасниці
Нижче наведено учасниць, які отримали вайлдкард на участь в основній сітці:
- Еміліана Аранго
- Алісса Майо
- Франческа Ск'явоне

Нижче наведено гравчинь, які пробились в основну сітку через стадію кваліфікації:
- Сінді Бюргер
- Фіона Ферро
- Беатріс Аддад Майя
- Конні Перрен
- Надя Подороска
- Джил Тайхманн

### Знялись з турніру
До початку турніру
- Менді Мінелла →її замінила  Грейс Мін
- Пен Шуай →її замінила  Вероніка Сепеде Ройг
- Анна Татішвілі →її замінила  Сачія Вікері

## Учасниці основної сітки в парному розряді

### Сіяні
| Країна    | Гравчиня                     | Країна    | Гравчиня              | Рейтинг1 | Сіяна |
| --------- | ---------------------------- | --------- | --------------------- | -------- | ----- |
| Сербія    | Александра Крунич            | Чехія     | Катерина Сінякова     | 66       | 1     |
| Росія     | Дзаламідзе Натела Георгіївна | Німеччина | Татьяна Марія         | 157      | 2     |
| Аргентина | Марія Ірігоєн                | Польща    | Паула Канія           | 157      | 3     |
| Іспанія   | Лара Арруабаррена            | Колумбія  | Маріана дуке-Маріньйо | 219      | 4     |

- Рейтинг подано станом на 3 квітня 2017.

### Інші учасниці
Нижче наведено пари, які отримали вайлдкард на участь в основній сітці:
- Беатріс Аддад Майя /  Надя Подороска
- Алісса Майо /  Стефані Немцова

## Переможниці

### Одиночний розряд
- Франческа Ск'явоне —  Лара Арруабаррена, 6–4, 7–5

### Парний розряд
- Беатріс Аддад Майя /  Надя Подороска —  Вероніка Сепеде Ройг /  Магда Лінетт, 6–3, 7–6(7–4)